# Liste d'assaisonnements et condiments

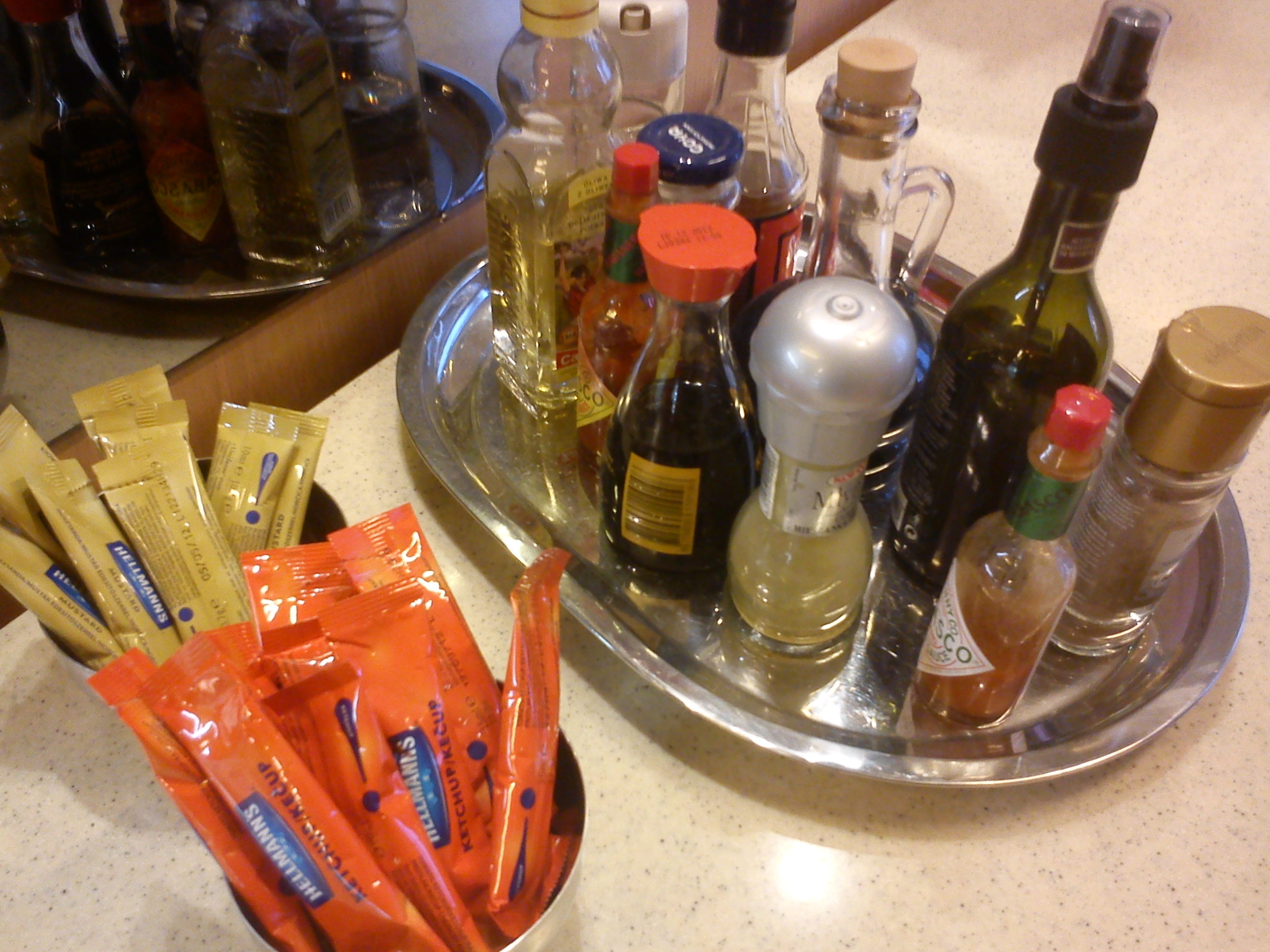
Plateaux d'épices utilisées en Pologne

L'assaisonnement est l'ajout d'un condiment à une préparation (aliments cuits ou crus) ou un plat, pour en relever la saveur. Il peut s'ajouter pendant la préparation ou au moment de la consommation de la préparation culinaire.

## Histoire
L'un des plus anciens condiments est le garum, fabriqué en grandes quantités sous la Rome antique.
En France, avant l’arrivée des épices exotiques importées, l'usage de préparation des mets consiste surtout à varier les conditionnements (saumure, fumage, viandes faisandées pour la venaison), et à employer des épices autochtones, par exemple : l’anis, les câpres, les baies de genièvre, les graines de moutarde.
On peut aussi les agrémenter d’un apprêt composé de produits de saison, herbes ou légumes :
- au printemps : thym, céleri frais, salades, fraises des bois ;
- en été : sarriette, courgettes, cubes de melons ;
- en automne : sauge, amandes et noisettes pilées, citrouilles, nèfles, prunes et pommes crues ou cuites, d'où l'origine des expressions « des prunes, des pommes, des nèfles » : l'un prenant la viande — la part du lion, le morceau de choix — et l'autre — le sujet —, n'ayant droit qu'à la garniture, prunes, nèfles ;
- en hiver : mesclun, noix, choux cuits ou râpés, myrtilles, canneberges.

À cet « accommodement selon la saison », s’ajoutait bien sûr le sel et le vin aigre (vinaigre) disponibles eux, toute l’année : « en toutes saisons ».
Avec les croisades et l’arrivée des épices exotiques sur les tables européennes ; l’assaisonnement se résuma de plus en plus à celui que nous connaissons encore de nos jours, soit le sempiternel trio : sel + vinaigre + poivre (noir, gris ou blanc essentiellement, rarement colorés).
Ce trio étant bien sûr réservé à l’assaisonnement des salades (alors que, juste retour des choses, au Moyen Âge, la salade n'était qu'un assaisonnement). Ainsi, si l'usage de l'assaisonnement s’accommoda de l'arrivée des nouvelles épices, il dut en les incorporant confirmer son rôle : certes secondaire mais non accessoire.

## Éléments
- Agar-agar
- Bouillon en cube, bouillon liquide
- Câpre
- Champignons noirs (Asie)
- Chapelure
- Chutney, chutney du bush (Australie)
- Cornichons
- Concentré de tomates, coulis de tomates
- Dashi (Japon)
- Extrait de levure
- Fleur de sel
- Glutamate de sodium, ou sel chinois, ou Aji-no-moto
- Graines de soja salées (Asie)
- Haricots noirs salés (Asie)
- Houmous (Proche-Orient)
- Huile d'olive
- Ketchup
- Mayonnaise
- Mélange à farce
- Mirin (Japon)
- Miso
- Moutarde
  - Moutarde à l'ancienne
  - Moutarde allemande
  - Moutarde américaine
  - Moutarde de Bordeaux
  - Moutarde au cassis
  - Moutarde de Dijon
  - Moutarde douce
  - Moutarde à l'estragon
  - Moutarde aux fines herbes
  - Moutarde forte anglaise
  - Moutarde de grains à l'ancienne
  - Moutarde en grains pimentée
  - Moutarde de Meaux
  - Moutarde provençale
  - Moutarde à la tomate
  - Moutarde à la violette
- Navet séché (Asie)
- Noix de bancoul (Asie)
- Nori (Japon)
- Nuoc-mâm ou Nuoc-nem (Asie)
- Oignon frit (Asie)
- Pâte d'anchois
- Pâte biriyani (Asie)
- Pâte de crevettes
- Patum Peperium
- Pesto
- Pickles
- Poivre noir
- Poivre rose
- Pousse de bambou (Asie)
- Racine de lotus (Asie)
- Raifort
- olive de table
- Sauces
- Saké (Japon)
- Saté
- Sambal, sambal ulek (Asie)
- Sauce d'huître
- Sel d'ail
- Sel de céleri
- Sel de cuisine, gros sel, sel marin
- Sel d'oignon
- Shitake séchés
- Tahini
- Tamari
- Tamarin
- Tapenade (Provence)
- Verjus
- Vinaigre à sushi
- Wakamé séché
- Wasabi (Japon)

## Marques de condiments
- Bovril
- Sauce HP
- Arôme Patrelle
- Sauce XO
- Viandox
- Sauce Worcestershire
- Tabasco

## Pâtes de condiments
- Harissa (Maghreb)
- Oignon baghaar goan (Inde)
- Pâte de curry Madras, pâte de curry Madras (Inde), pâte de curry jaune (Inde), pâte de curry rouge (Inde), pâte de curry vert (Inde)
- Pâte de curry massaman (Inde)
- Pâte de curry panang (Thaïlande)
- Pâte de haricots noirs (Asie)
- Pâte de piment à l'huile de soja (Asie)
- Pâte de roucou (Mexique)
- Pâte de sésame (Asie)
- Pâte de soja
- Pâte tikka (Asie)
- Pâte de tomates séchées
- Pâte vindaloo goan (Inde)
- Pickle brinjal (Inde)
- Piment à la moutarde (Inde)
- Aubergine avec cumin, ail et d'aneth (Moyen-orient et méditerranée)